# Puchar Narodów Afryki 2023 (kwalifikacje)/Grupa J
Grupa J jest jedną z dwunastu grup eliminacji do turnieju o Puchar Narodów Afryki 2023. Składa się z czterech wymienionych niżej reprezentacji:
- Tunezja
- Gwinea Równikowa
- Libia
- Botswana (drużyna wyłoniona w fazie eliminacyjnej)

## Tabela
| Msc. | Zespół           | M | W | R | P | Br+ | Br- | +/- | Pkt |
| ---- | ---------------- | - | - | - | - | --- | --- | --- | --- |
| 1    | Tunezja          | 6 | 4 | 1 | 1 | 11  | 1   | +10 | 13  |
| 2    | Gwinea Równikowa | 6 | 4 | 1 | 1 | 9   | 7   | +2  | 13  |
| 3    | Botswana         | 6 | 1 | 1 | 4 | 3   | 9   | -6  | 4   |
| 4    | Libia            | 6 | 1 | 1 | 4 | 2   | 8   | -6  | 4   |

|                  | Tunezja | Gwinea Równikowa | Libia | Botswana |
| ---------------- | ------- | ---------------- | ----- | -------- |
| Tunezja          | X       | 4:0              | 3:0   | 3:0      |
| Gwinea Równikowa | 1:0     | X                | 2:0   | 2:0      |
| Libia            | 0:1     | 1:1              | X     | 1:0      |
| Botswana         | 0:0     | 2:3              | 1:0   | X        |

## Wyniki

### Kolejka 1
| 1 czerwca 2022 18:00 CEST | Libia · Al-Taher 54' | 1:0(0:0)Raport | Botswana | Stadion Męczenników Lutego, Bengazi Sędzia: Ahmed Toure |
|                           |                      |                |          |                                                         |

| 3 czerwca 2022 21:00 CEST | Tunezja · Sliti 56' · Jaziri 77' · Msakni 80', 85' | 4:0(0:0)Raport | Gwinea Równikowa | Stadion Olimpijski, Radis Sędzia: Pacifique Ndabihawenimana |
|                           |                                                    |                |                  |                                                             |

### Kolejka 2
| 5 czerwca 2022 15:00 CEST | Botswana | 0:0(0:0)Raport | Tunezja | Francistown Stadium, Francistown Sędzia: Mohamed Athoumani |
|                           |          |                |         |                                                            |

| 6 czerwca 2022 21:00 CEST | Gwinea Równikowa · Touhami 51' (sam.) · Bikoro 84' (k.) | 2:0(0:0)Raport | Libia | Nuevo Estadio de Malabo, Malabo Sędzia: Blaise Yuven Ngwa |
|                           |                                                         |                |       |                                                           |

### Kolejka 3
| 24 marca 2023 20:00 CEST | Gwinea Równikowa · Coco 20' · Bikoro 66' | 2:0(1:0)Raport | Botswana | Nuevo Estadio de Malabo, Malabo Sędzia: Adalbert Diouf |
|                          |                                          |                |          |                                                        |

| 24 marca 2023 21:30 CEST | Tunezja · Msakni 12' · Maâloul 21' (k.) · Jounini 86' | 3:0(2:0)Raport | Libia | Stadion Olimpijski, Radis Sędzia: Mustapha Ghorbal |
|                          |                                                       |                |       |                                                    |

### Kolejka 4
| 28 marca 2023 15:00 CEST | Botswana · Elias 38' · Seakanyeng 66' (k.) | 2:3(1:2)Raport | Gwinea Równikowa · 13' Nsue · 40' (sam.) Ditsele · 51' Ibán | Francistown Stadium, Francistown Sędzia: Mohamed Diraneh Guedi |
|                          |                                            |                |                                                             |                                                                |

| 28 marca 2023 22:00 CEST | Libia | 0:1(0:1)Raport | Tunezja · 13' Jouini | Stadion Męczenników Lutego, Bengazi Sędzia: Amin Omar |
|                          |       |                |                      |                                                       |

### Kolejka 5
| 17 czerwca 2023 17:00 CEST | Gwinea Równikowa · Nsue 85' (k.) | 1:0(0:0)Raport | Tunezja | Nuevo Estadio de Malabo, Malabo Sędzia: Kalilou Traore |
|                            |                                  |                |         |                                                        |

| 17 czerwca 2023 18:00 CEST | Botswana · Mohutsiwa 45' | 1:0(1:0)Raport | Libia | Francistown Stadium, Francistown Sędzia: Samuel Uwikunda |
|                            |                          |                |       |                                                          |

### Kolejka 6
| 6 września 2023 21:00 CEST | Libia · Taqtaq 80' | 1:1(0:0)Raport | Gwinea Równikowa · 62' Elo | Stadion Męczenników Lutego, Bengazi Sędzia: Alhadi Mahamat |
|                            |                    |                |                            |                                                            |

| 7 września 2023 21:00 CEST | Tunezja · Velaphi 60' (sam.) · Msakni 82', 90+3' | 3:0(0:0)Raport | Botswana | Stadion Olimpijski w Radisie, Radis Sędzia: Issa Sy |
|                            |                                                  |                |          |                                                     |

## Strzelcy
5 gole
- Youssef Msakni

2 gole
- Federico Bikoro
- Emilio Nsue
- Haythem Jouini

1 gol
- Mbatshi Elias
- Gape Mohutsiwa
- Kabelo Seakanyeng
- Saúl Coco
- José Elo
- Ibán
- Saleh Al-Taher
- Husain Taqtaq
- Seifeddine Jaziri
- Ali Maâloul
- Naïm Sliti

Gole samobójcze
- Lebogang Ditsele (dla Gwinei Równikowej)
- Alford Velaphi (dla Tunezji)
- Mohammed Touhami (dla Gwinei Równikowej)